# Georgina Lázaro
Georgina Lázaro-León (San Juan, 27 de diciembre de 1965) es una escritora y poetisa puertorriqueña, bilingüe y bicultural, cuyo trabajo se ha centrado en los niños. Sus poemas para la niñez han sido grabados por muchos artistas, entre ellos Tony Croatto.

## Biografía
Georgina fue una de ocho hermanos nacidos en San Juan (Puerto Rico), y se crio en el barrio de Miramar de la ciudad. Se inscribió en la escuela "Colegio de la Inmaculada" a la edad de tres años, la escuela en la que recibió tanto su educación primaria como media. Después, fue aceptada en la Universidad de Puerto Rico, donde obtuvo su licenciatura en Ciencias con especialización en educación.
Ha trabajado como maestra de escuela, durante varios años y se retiró después de casarse para cuidar de sus hijos y su hogar. Fue entonces cuando comenzó a escribir cuentos y poemas para y sobre sus hijos.

## Primeras obras
En 1987, Tony Croatto, un popular cantante folclórica puertorriqueño, descubrió uno de sus poemas infantiles, y lo convirtió en un éxito musical. En 1995, uno de sus poemas fue grabado y presentado, en el "Centro de Bellas Artes" de Puerto Rico, por el músico y cantante puertorriqueño Roy Brown.
Su poema "Mi Flamboyan amarillo", o "My Yellow Royal Poinciana", publicado originalmente en 1996 por Ediciones Huracán, que publicó dos ediciones más en 2001, y fue reeditado en 2005 por Lectorum Publicaciones, una subsidiaria de Scholastic, Inc.
También ha escrito poemas que logran introducir a la niñez a: Federico Garcia Lorca, Pablo Neruda, Miguel Cervantes con su Don Quijote de la Mancha y otros pilares de la cultura hispana, como por ejemplo: "¡Ya llegan los Reyes Magos!", publicado por Lectorum, en 2001, orientado a promover la tradición y la cultura de Puerto Rico. Ese mismo año, Tony Croatto incluyó nueve de sus poemas, que grabó en su disco compacto (CD). Su poema "Nuestro Capitolio", sobre la construcción del Capitolio de Puerto Rico, fue publicado en 2006 por la Asamblea Legislativa y, con más de 45.000 ejemplares impresos para su distribución gratuita, siendo probablemente su poema más impreso.
Trabaja como voluntaria en un programa llamado "Cuéntame un Cuento", en el Museo del Arte de Ponce, Puerto Rico. Lázaro vive en esa localidad con su esposo, el abogado César Hernández Colón, y sus hijos Jorge y José Alberto.

## Reconocimientos
Entre 1997 a 1998, fue galardonada con el "Mejor Idea del Año" por el Museo de Arte de Ponce. Fue la destinataria de un homenaje especial en nombre del Ateneo de Ponce durante su tercer concurso de poesía celebrado en 2000. Su poema "Ya Llegaron los Reyes Magos" recibió un reconocimiento del Pen Club de Puerto Rico; y en 2002, la Cámara de Comercio de Ponce la honró como "Educadora del Año". En enero de 2007, fue destinataria de un premio de $ 5.000 en reconocimiento a su trabajo por escrito por el Instituto de Puerto Rico.

## Algunas publicaciones

### Libros
- Conoce a Gabriela Mistral / Get to Know Gabriela Mistral. Personajes Del Mundo Hispánico / Historical Figures of the Hispanic World. Ilustró Sara Helena Palacios. Edición ilustrada de Alfaguara, 32 pp. ISBN 1-61435-345-X, ISBN 978-1-61435-345-4 (2012)

- Conoce a Pablo Neruda / Get to Know Pablo Neruda. Personajes Del Mundo HispÁnico / Historical Figures of the Hispanic World. Ilustró Valeria Cis. Edición ilustrada de Alfaguara, 32 pp. ISBN 1-61435-341-7, ISBN 978-1-61435-341-6 (2012)

- ReadMe: Cuando los grandes eran pequeños (2010)[4]

- Jorge Luis Borges. Cuando los grandes eran pequeños/ When the Grown-ups Were Children. Ilustró Graciela Genovés. Edición ilustrada de Lectorum Publicaciones, Inc. 32 pp. ISBN 1-933032-40-5, ISBN 978-1-933032-40-5 (2009)

- Federico García Lorca.[5] Cuando los grandes eran pequeños/ When the Grown-ups Were Children. Ilustró Enrique Sánchez Moreiro. Edición ilustrada de Lectorum Publicaciones, 32 pp. ISBN 1-933032-39-1, ISBN 978-1-933032-39-9 (2009)

- Pablo. Cuando los grandes eran pequeños. Ilustró Marcela Donoso. Edición ilustrada de Lectorum Publicaciones, Inc. 32 pp. ISBN 1-933032-09-X, ISBN 978-1-933032-09-2 (2008)

- José. Cuando los grandes eran pequeños. Poema biográfico acerca de la infancia de José Martí, el escritor cubano.Ilustró María Sánchez. Edición ilustrada de Lectorum Publicaciones, Inc. 32 pp. ISBN 1-933032-08-1, ISBN 978-1-933032-08-5 (2007)

- Don Quijote para siempre. Alfaguara Infantil y Juvenil Series. Ilustró Wally Rodríguez López, Wally Rodríguez. Edición ilustrada de Santillana USA, 31 pp. ISBN 1-57581-837-X, ISBN 978-1-57581-837-5 (2006)

- Don Quijote a carcajadas. Ilustró Aleix Gordo. Edición ilustrada de Ediciones Norte, 24 pp. ISBN 84-96046-65-6, ISBN 978-84-96046-65-8 (2006)

- Brilla, brilla, linda estrella (Shine, shine, pretty star)

- Mi flamboyán amarillo (My Yellow Royal Poinciana). Este texto es, sin más preámbulos, una nueva edición de la atractiva y poética historia de aquel niño y su madre, los cuales encontraron un árbol de hermosas flores, mientras realizaban uno de esos paseos al campo que, durante la niñez siempre deseamos realizar. El niño decide llevar algo de la belleza de aquel árbol y, también de la de aquel paseo, a su casa; de este modo, recoge una semilla del hermoso árbol y así, en la forma de una semilla, viaja este vegetal hasta la casa del muchacho. Algunos años después y tras el crecimiento propio de este tipo de plantas, la semilla del árbol finalmente florece. El árbol de este relato, es oriundo de las Islas Filipinas. Es un árbol de porte majestuoso que se cultiva en Centroamérica, mayormente en Cuba, Puerto Rico y Panamá. Ilustró Lulu Delacre. Edición ilustrada de Lectorum Publicaciones, Inc. ISBN 1-930332-55-6, ISBN 978-1-930332-55-3 (2004)

- Leyendas del viejo San Juan. Leyendas de Puerto Rico. Ediciones Santillana, 39 pp. ISBN 1-57581-581-8, ISBN 978-1-57581-581-7 (2004)

- El mejor es mi papá (My Dad is the Best). Editor San Val, Inc. 31 pp. ISBN 0-613-79286-6, ISBN 978-0-613-79286-8 (2003)

- ¡Viva la tortuga! (Long live the turtle!)

- La niña y la estrella (Nina and the Star). Alfaguara infantil y juvenil, Serie Gongolí. Yellow Series. Ilustró Marnie Pérez Molière. Edición ilustrada de Santillana USA Publ. Co. 31 pp. ISBN 1-57581-436-6, ISBN 978-1-57581-436-0 (2003)

- Ya llegan los reyes magos! (The Three Kings Are Here!). Ilustró Morella Fuenmayor. Edición ilustrada, reimpresa de Lectorum Publicaciones, Inc. 48 pp. ISBN 1-933032-64-2, ISBN 978-1-933032-64-1 (2010)

- Nuestro capitolio (Our Capitol)

- Mi caballo = My Horse. Montaña encantada. Primeros lectores. Ilustró Encarna Talavera. 5.ª edición ilustrada de Editorial EverestEn 2005 se cumplieron cuatrocientos años de la publicación de la primera parte del Ingenioso Hidalgo Don Quijote de la Mancha. Desde el día en que vio la luz por primera vez, el caballero de la triste figura ha fascinado a varias generaciones de lectores en todo el mundo. Esta obra, dirigida especialmente a los lectores jóvenes, presenta una versión del vigésimo capítulo de la primera parte de la magistral obra de Cervantes, con la intención de que ellos la disfruten con la misma frescura que sus primeros lectores, a comienzos del siglo diecisiete. Ciertamente, un clásico de esta envergadura ha producido una cantidad enorme de estudios y de literatura crítica, que con frecuencia suelen intimidar al lector que por primera vez se acerca al Quijote. Esta versión, precisamente, es una invitación a descubrir el placer puro de una lectura sin lastre y con mucho encanto. 29 pp. ISBN 84-241-7940-4, ISBN 978-84-241-7940-3 (2001)